# Владета Джурич
Владета Джурич (серб. Vladeta Đurić/Владета Ђурић, нар. 31 грудня 1905, Багрдан  — пом. 3 грудня 1976, Белград) — югославський футболіст, що грав на позиції нападника. Відомий виступами за клуб «Югославія», а також національну збірну Югославії.

## Клубна кар'єра
З 1924 року грав у клубы «Югославія». У чемпіонських сезонах 1924 і 1925 років не був гравцем основи, тому жодного матчу у фінальних частинах змагань не зіграв.
У 1926 році завоював з командою срібло чемпіонату. «Югославія» програла у фіналі «Граджянскі» (1:2). Через рік клуб вперше не потрапив до фінального турніру, програвши САШКу у кваліфікації. Наступного разу клуб зумів потрапити в трійку призерів у 1929 році, коли посів третє місце.
Загалом у складі «Югославії» зіграв 84 матчі і забив 62 м'ячі. Пізніше припинив активні виступи. Але згодом повернувся і у 1931—1933 роках грав за резервну команду «Югославії».
| Дата       | Місто  | Господарі | Результат | Гості    | Турнір           | Голи | Примітки |
| ---------- | ------ | --------- | --------- | -------- | ---------------- | ---- | -------- |
| 30.05.1926 | Загреб | Югославія | 3 – 1     | Болгарія | товариський матч | -    |          |
| Усього     |        | Матчів    | 1         |          | Голів            | 0    |          |